# As Aventuras de Gui & Estopa
As Aventuras de Gui & Estopa je animirana televizijska serija koju je Mariana Caltabiano razvio za Cartoon Network 2009. Serija ima 5 sezone i sve skupa 89 epizode po 2 - 3 minuta.

## Glasovi
- Mariana Caltabiano - Gui "Iguinho" / Cróquete Spaniel / Dona Iguilda / Fifivelinha / Róquete Spaniel
- Eduardo Jardim - Estopa / Pitiburro
- Arly Cardoso - Ribaldo "Riba"

## Vanjske poveznice
- Službena stranica
- As Aventuras de Gui & Estopa u internetskoj bazi filmova IMDb-a